# Allée couverte von Conflans

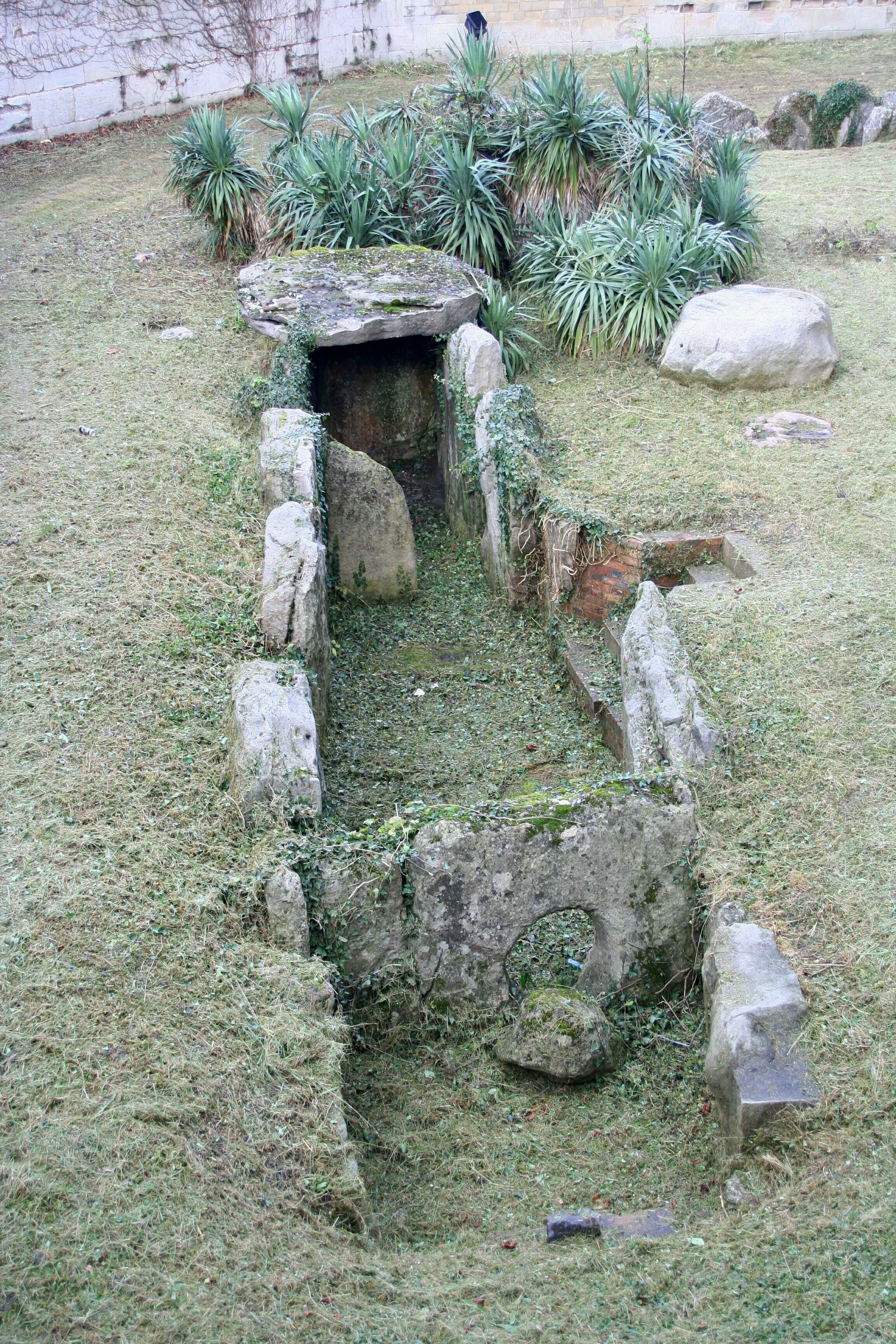
Allée couverte de Conflans

Die Allée couverte von Conflans wurde 1872 von einem Landwirt in Conflans-Sainte-Honorine in der Île-de-France beim Pflügen entdeckt. Es gibt allerdings auch andere Entdeckerüberlieferungen. Die Deckplatten wurden entfernt und das Galeriegrab untersucht und abgetragen und beim Museum in Saint-Germain-en-Laye im Département Yvelines in Frankreich wieder aufgebaut. Dabei wurde eine seitliche Ziegeltreppe als neuer Zugang eingebaut.

Schema eines Galeriegrabes

Das etwa 11 m lange und 2 m breite neolithische Galeriegrab besteht aus einer Vor- und einer Hauptkammer, die durch den koaxial gelegenen, originalen Zugang getrennt werden. Zwei Kalksteinplatten, von denen die größere ein rundes Seelenloch hat, dessen Verschlussstein erhalten ist, bilden die Zugangsseite im Osten. Am Ende der Hauptkammer trennt ein seitlicher Halbstein eine Kopfnische ab, über der der einzige erhaltene Deckstein ruht. 
Im Freigelände des Musée D'Archeologie National, am Place Charles De Gaulle, 78100 liegt eng benachbart das versetzte Galeriegrab Allée couverte du Trou aux Anglais (Loch der Engländer).